# Иосилевич, Михаил Александрович
Михаил Александрович Иосилевич (род. 23 декабря 1976, Горький) — российский журналист и общественный деятель
.

## Биография
Родился 23 декабря 1976 года в Горьком.
В 1993 году окончил школу № 42 Нижнего Новгорода.
В 1993 поступил и 1998 году окончил Нижегородский государственный университет имени Н. И. Лобачевского, факультет вычислительной математики и кибернетики.

## Журналистская деятельность
С 1999 года по июль 2013 года основатель, совладелец и директор крупного нижегородского сетевого издания «НН.РУ».
Автор независимого, совместного с Коза.Пресс расследования о деятельности нижегородского политика Александра Владеленовича Вайнберга.

## Политическая деятельность
В 2003 году от движения «Яблоко без Явлинского» принимал участие в выборах в Государственную Думу Российской Федерации по Канавинскому одномандатному округу Нижегородской области.

## Предпринимательская деятельность
Михаил совместно с бизнес партнером основал самый посещаемый в Нижнем Новгороде интернет ресурс (городской портал) НН.РУ, впоследствии проданный медиа холдингу Хёрст Шкулёв Медиа. Основатель сервиса Совместных покупок «FedSP» работающий в Нижегородской и Свердловской областях.

## Общественная деятельность
Михаил Иосилевич с 1990-х годов активный участник и организатор ряда оппозиционных общественных и политических акций на территории Нижнего Новгорода и Нижегородской области. Поддерживал нижегородских дальнобойщиков протестующих против системы «Платон», активно помогает деятельности команды Алексея Навального в Нижнем Новгороде.
26 марта 2017 года организовал в Нижнем Новгороде митинг против коррупции. Поскольку Администрация Нижнего Новгорода отказала в согласовании митинга, то Иосилевич совместно с соорганизатором Анной Степановой, и другими участниками, всего около 50 человек, был задержан полицейскими.
1 мая 2017 года организовал и возглавил в Нижнем Новгороде акцию в формате шествия Монстрация абсурда.

### Пастафарианство

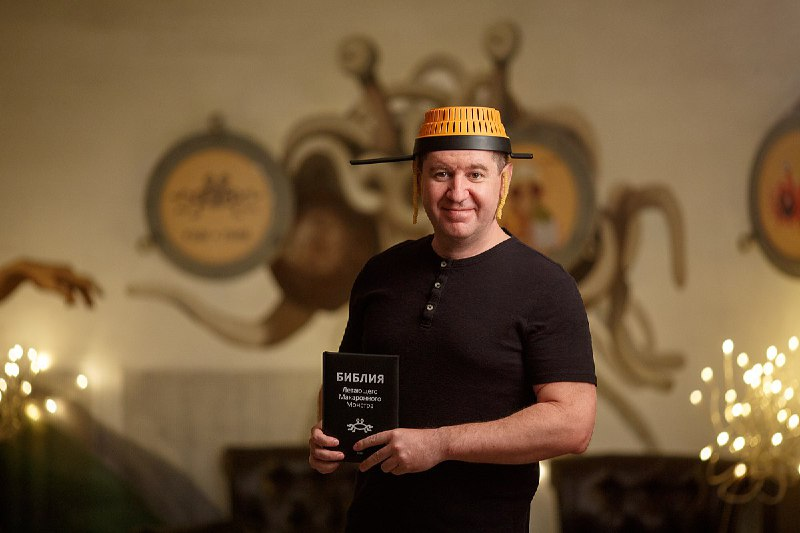
Михаил Иосилевич — пастафарианин

В марте 2016 года стал адептом пастафарианства с именованием — вискарий (настоятель) и открыл первый в России Храм Летающего макаронного монстра в Нижнем Новгороде.
14 апреля 2017 года Церковь летающего макаронного монстра Нижний Новгород была зарегистрирована в качестве религиозной группы и внесена в ведомственный реестр Главного управления Министерства юстиции Российской Федерации по Нижегородской области под номером 5218010006.
5 апреля 2018 года канонизировал в качестве «святых» Нижегородской пастафарианской церкви с вручением «удостоверения святого» журналиста Александра Невзорова и музыканта Сергея Шнурова.
22 мая 2019 года Михаил Иосилевич получил водительское удостоверение в Управлении ГИБДД МВД России по Нижнему Новгороду, на которых он сфотографирован с дуршлагом на голове.

## Уголовное преследование
29 сентября 2020 года в отношении Михаила Иосилевича возбуждено уголовное дело по статье об осуществлении деятельности нежелательной организации (статья 284.1 УК РФ). Согласно постановлению о возбуждении уголовного дела, Михаил Иосилевич предоставил принадлежащее ему помещение для мероприятия по обучению наблюдателей на сентябрьских выборах. Встречи, по мнению следствия, организовали проект «Объединённые демократы» и движение «Открытая Россия». При этом организатором тренингов было движение «Голос», а не «Открытая Россия».
1 октября 2020 года дома у Михаила Иосилевича прошёл обыск. Силовики в Нижнем Новгороде пришли также к активистам Юрию Шапошникову, Алексею Садомовскому, бывшему сотруднику штаба Навального Дмитрию Силивончику и Михаилу Бородину, который занимался обучением наблюдателей на выборах.
В тот же день, 1 октября 2020 года, дома у журналистки Ирины Славиной прошёл обыск в рамках уголовного дела по статье об осуществлении деятельности нежелательной организации (статья 284.1 УК РФ), которое возбудили в отношении руководителя Михаила Иосилевича. У Славиной сотрудники правоохранительных органов изъяли электронную технику, затем журналистку доставили на допрос.
2 октября 2020 года в 15 часов 30 минут Ирина Славина совершила акт самосожжения перед зданием ГУ МВД России по Нижегородской области (ул. Максима Горького, д. 71, Нижний Новгород). В последнем посте в Фейсбуке Славина обвинила в своей смерти Российскую Федерацию.
В октябре 2020 года официальный сайт Церкви Макаронного Монстра опубликовал письмо в поддержку против преследования Михаила Иосилевича как одного из лидеров пастафарианства в России.
19 января 2021 в отношении Михаила Иосилевича было возбуждено второе уголовное дело. Следователи подозревают его в преступлении, предусмотренном статьей 330.2 УК РФ — неисполнение обязанности по уведомлению о втором гражданстве.
30 января 2021 Иоселевич был арестован и заключён в СИЗО по дополнительному свидетельству Ярослава Грача, на оснований показаний которого возбуждено основное дело: якобы голосом Иосилевича производились телефонные угрозы. При этом номер звонившего не установлен, экспертиза аудиозаписей произведена не была.
19 марта 2021 проходили обыски в редакции «МБХ медиа», а также в офисах и у сотрудников «Открытой России» проходят в рамках расследования уголовного дела в отношении Иосилевича об осуществлении деятельности «нежелательной организации» (статья 284.1 УК).
23 апреля 2021 года стало известно о том, что в отношении Иосилевича возбуждено уголовное дело по ч. 2 ст. 119 УК РФ (Угроза убийством или причинением тяжкого вреда здоровью) 17 августа стало известно о том, что Иосилевич был освобождён из-под стражи. Заседание прошло по иску защиты на действия следователя, так как Иосилевич находился в СИЗО больше шести месяцев, а обвиняемого по нетяжкой статье нельзя держать в заключении более полугода. Предельный срок ареста у Иосилевича наступил ещё 29 июля.
26 апреля 2022 года в Советском райсуде гособвинение попросило назначить наказание Михаилу Иосилевичу в виде 4,5 лет лишения свободы с отбыванием в колонии-поселении. Также бизнесмен должен был выплатить штраф в размере 150 тысяч рублей.
10 мая 2022 года Иосилевич, находящийся под судом и подпиской о невыезде, попытался покинуть Россию, но был снят сотрудниками правоохранительных органов с рейса в Израиль. Предприниматель обвинялся в совершении преступлений, предусмотренных ч. 1 ст. 284.1 УК РФ (участие в деятельности иностранной неправительственной организации, в отношении которой принято решение о признании нежелательной на территории РФ, совершенное лицом, подвергнутым административному наказанию за аналогичное деяние), ч. 2 ст. 119 УК РФ (угроза убийством в отношении лица в связи с выполнением им общественного долга), ст. 330.2 УК РФ (неисполнение лицом установленной законодательством РФ обязанности по подаче в соответствующий орган уведомления о наличии у него гражданства иностранного государства). 13 мая Иосилевич был заключён под стражу. 27 мая был отправлен в колонию-поселение. Советский райсуд Нижнего Новгорода приговорил Иосилевича к 1 году и 8 месяцам. 16 сентября был выпущен на свободу.

## Семья
Жена — Вероника Елисеева, трое детей. Есть младший брат Максим Иосилевич.